# 川越市立高階西小学校
川越市立高階西小学校（かわごえしりつ たかしなにししょうがっこう）は、埼玉県川越市藤間にある公立小学校。

## 沿革
- 1974年
  - 4月1日 - 川越市立高階小学校を分離して川越市立高階西小学校として開校
  - 10月11日 - 開校記念日を11月15日に定める
  - 12月17日 - 校章、校旗制定
- 1976年
  - 5月22日 - 校歌制定[1]

## 教育目標
「たくましく心豊かな児童の育成」
- 自分で考え、知恵を働かせ、力を高め合う児童
- 親切で、仲良くできる児童
- 健康でねばり強い体をつくる、たくましい児童[2]

## 通学区域
- 下新河岸 - 一部
- 砂新田 - 一部
- 砂新田5丁目 - 一部
- 藤間 - 一部
- 下松原 - 一部[3]